# Daniel Bartosch
Daniel Bartosch (* 20. Mai 1990 in Graz) ist ein österreichischer Fußballtorwart.

## Karriere
Bartosch begann seine Karriere beim ASV Gösting. 2002 wechselte er in die Jugend des Grazer AK. 2005 schloss er sich dem SC Kalsdorf an. Im Mai 2006 wechselte er zu den Amateuren des DSV Leoben. Im Oktober 2007 stand er gegen den FC Lustenau 07 erstmals im Kader der Profis von Leoben.
Im Jänner 2008 wechselte er in die Akademie des SK Rapid Wien. Im Juni 2008 debütierte er für die Amateure von Rapid in der Regionalliga, als er am 30. Spieltag der Saison 2007/08 gegen den Floridsdorfer AC in der Startelf stand. Nach einem Jahr bei Rapid wechselte er im Jänner 2009 nach Slowenien zum Erstligisten NK Drava Ptuj. Für Drava Ptuj kam er jedoch zu keinem Einsatz.
Nach einem halben Jahr im Ausland kehrte er zur Saison 2009/10 nach Österreich zurück und wechselte zu den Amateuren des SK Sturm Graz. Im Februar 2010 stand er im ÖFB-Cup gegen den FC Red Bull Salzburg erstmals im Profikader von Sturm. Zu Saisonende gewann er mit Sturm den Cup. Zur Saison 2010/11 rückte Bartosch schließlich fest in den Profikader der Grazer. Mit Sturm konnte er in jener Saison Meister werden, zu Einsätzen kam er allerdings nicht.
Nach zwei Jahren bei Sturm Graz wechselte er zur Saison 2011/12 zum Zweitligisten FC Blau-Weiß Linz. Im Juli 2011 debütierte er in der zweiten Liga, als er am vierten Spieltag jener Saison gegen den Wolfsberger AC in der 51. Minute für den verletzten David Wimleitner eingewechselt wurde. Am darauffolgenden Spieltag stand er gegen den SKN St. Pölten schließlich auch erstmals in der Startelf der Linzer. In seiner ersten Saison bei BW Linz kam er insgesamt zu zehn Einsätzen in der Liga. In der Saison 2012/13 spielte er vier Mal in der zweithöchsten Spielklasse, in der man in jener Saison Tabellenletzter wurde, allerdings durch den Zwangsabstieg des FC Lustenau noch in der Relegation spielen durfte. Dort stand Bartosch in beiden Spielen im Tor, allerdings verloren die Linzer beide Spiele gegen den SC-ESV Parndorf 1919 und stiegen somit in die Regionalliga ab. Bartosch blieb dem Verein trotz des Abstiegs erhalten und absolvierte in der Saison 2013/14 15 Spiele in der Regionalliga.
Zur Saison 2014/15 verließ er BW Linz nach drei Jahren und wechselte zum fünftklassigen FC Lankowitz. Nach einem halben Jahr bei Lankowitz wechselte er im Jänner 2015 zum viertklassigen SC Liezen. Für Liezen absolvierte er in den kommenden eineinhalb Jahren 43 Spiele in der Landesliga. Zur Saison 2016/17 wechselte er zum Regionalligisten TSV Hartberg. Bis zur Winterpause kam er in neun Regionalligaspielen für Hartberg zum Einsatz. Nach einem halben Jahr bei Hartberg kehrte er im Jänner 2017 zu Liezen zurück.
Im Jänner 2019 wechselte er zum Ligakonkurrenten USV Mettersdorf. In einem Jahr bei Mettersdorf kam e rzu 28 Einsätzen in der Landesliga. Im Jänner 2020 wechselte er zum UFC Markt Allhau. Für Markt Allhau absolvierte er bis zum Saisonabbruch ein Spiel in der Burgenlandliga. Zur Saison 2020/21 wechselte er zum Regionalligisten TuS Bad Gleichenberg.

## Erfolge
- Österreichischer Meister: 2011 (ohne Einsatz)
- Österreichischer Cupsieger: 2010 (ohne Einsatz)
- Meister der Regionalliga Mitte: 2017